# 詹姆斯·斯博尔丁
詹姆斯·斯博尔丁（James Ralph Spaulding Jr.，1937年7月30日—）是美国爵士乐薩克斯風和长笛演奏家。
出生于印第安纳州印第安納波利斯，毕业于芝加哥国际学校音乐系。从1957年至1961年，他是桑·拉乐队的成员。

## 唱片

### 作为领导者
- 1976年： 詹姆斯·斯博尔丁玩公爵的遺產(Storyville)
- 1988年： 哥斯達黎加一个更好的方法 (Muse)
- 1988年： 辉煌的角 (32 Records)
- 1991年： 歌曲的勇气 (Muse)
- 1993年： 布鲁斯关系 (Muse)
- 1997年： 微笑的蛇 (HighNote)
- 1999年： 越轨行为 (HighNote)
- 2001年： 布鲁斯和超过 (Speetones)
- 2005年： 圆到这 Vol. 2 (Speetones)
- 2006年： 和它下去(Marge)[2]

### 作为伴奏者
与 肯尼巴伦
- 路西法 (Muse，1975年)

与 技术的布莱基
- 金色的男孩 (Colpix，1964年)

与 理查德·戴维斯
- 收获 (Muse，1979年)

与 葛蘭特·格林
- 固体 (Blue Note，1964年)

与 弗雷迪·哈伯德
- 中心调 (Blue Note，1962年)
- 突破点! (Blue Note，1964年)
- 蓝色精神 (Blue Note，1964年)
- 炊具之夜 (Blue Note，1965年)
- 反弹 (大西洋，1967年)
- 高蓝调压力 (大西洋，1967年)
- 黑天使 (大西洋，1969年)

与 鲍比·哈切森
- 组成 (Blue Note，1965年)
- 模式 (Blue Note，1968年)

与 泰纳·麦考伊
- 投标时光 (Blue Note，1968年)

与 汉克·莫布里
- 一切的顶部 (Blue Note)

与 李·摩根
- 标准 (1967年)(Blue Note)

与 大衛·默里
- 希望的范围 (Black Saint，1987年)
- 大衛·默里大乐队 (DIW/Columbia，1991年)
- 毕加索 (1993年)
- 黑暗的星：音乐的感恩死亡 (1996年)
- 特靈八重奏 (1999年)

与 威廉·帕克
- 木长笛曲 (AUM Fidelity，2013年)

与 杜克·皮爾森
- 嗬! (Blue Note，1964年)
- 蜂蜜小麵包  (Atlantic，1965年)
- 草原犬 (Atlantic，1966年)
- 甜蜜的蜜蜂 (Blue Note，1966年)

与 塞繆爾·卡索恩河
- 尺寸和扩展 (1967年)

与 麥斯·羅區
- 无限制鼓 (Atlantic、1965年)

与 菲罗·桑格斯
- Karma (1969年)

与 伍迪·肖
- 伍迪 III (Columbia、1979年)
- 肯定！ (Columbia、1979年)

与 韦恩·肖克
- 占卜 (Blue Note，1965年)
- 所有的眼睛看到的 (Blue Note，1965年)
- 精神分裂症 (Blue Note，1967年)

与 贺洛斯·西尔福
- The Jody Grind  (Blue Note，1966年)

与 桑·拉
- 访问地球 (1957年至1958年)
- The Nubians of Plutonia (1958年)
- 爵士在轮廓 (1959)
- 太陽快樂！ (1959)
- 在其他地方 (Rounder，是1988-89年)
- 紫色天晚上 (A&M,1990年)

与 查爾斯·托里弗
- 影响 (Strata-East,1975年)

与 斯坦利·吐溫
- 浪子返回 (1967年)
- Rough n'Tumble(Blue Note，1966年)
- 破壞者 (Blue Note，1967年)

与 泰隆·華盛頓
- 自然的本质 (Blue Note，1967年)

有 拉里·楊
- 爱与和平 (Blue Note，1966年)

与 卡馬勒阿卜杜勒 - 阿里姆
- 舞蹈 (1983年)